# Linde (Deventer)
Linde is een buurtschap bij Lettele in de gemeente Deventer, provincie Overijssel (Nederland). Linde ligt in het Linderveld, een uitgestrekt agrarisch gebied aan het Overijssels kanaal ten noordoosten van Deventer. Tot de gemeentelijke herindeling van 1999 maakte Linde deel uit van de toenmalige gemeente Diepenveen.

## Industrie
De gemeente Deventer plande op het Linderveld een industrieterrein voor onder andere risicovolle industrie. De bewoners vochten dit onder het motto 'Linderveld nog lang niet zeker' in 2005 met succes aan tot bij de Hoge Raad.

## Baggerdepot
In 2009 kwam er ook een einde aan het plan om 400.000 kubieke meter baggerslib te storten in de Linderveldplas.
In dit geval bestreden de gemeente Deventer en de bewoners samen een door de minister van VROM goedgekeurde voorgenomen activiteit van een grondbank met succes. De bedreiging van de kwaliteit van het grondwater was het belangrijkste strijdpunt.

## Heerlijkheid
In 2020 kocht Stichting IJssellandschap van de gemeente Deventer 63 hectare grond op het Linderveld en gaf die in pacht uit aan een biologisch werkend boerenbedrijf. Onder de naam 'Heerlijkheid Linde' zal er ook aandacht zijn voor recreatie en natuurbeleving. 

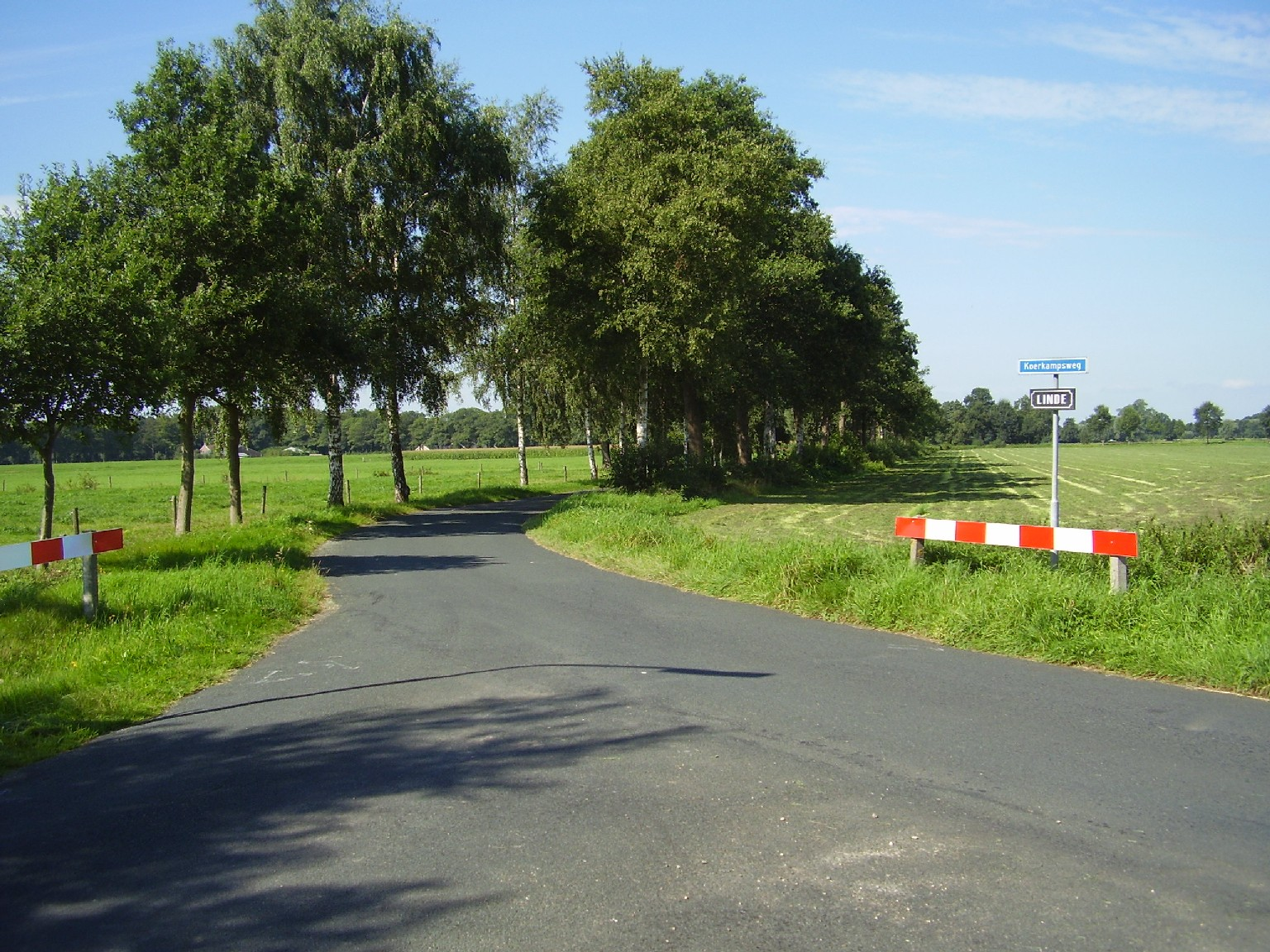
Linde

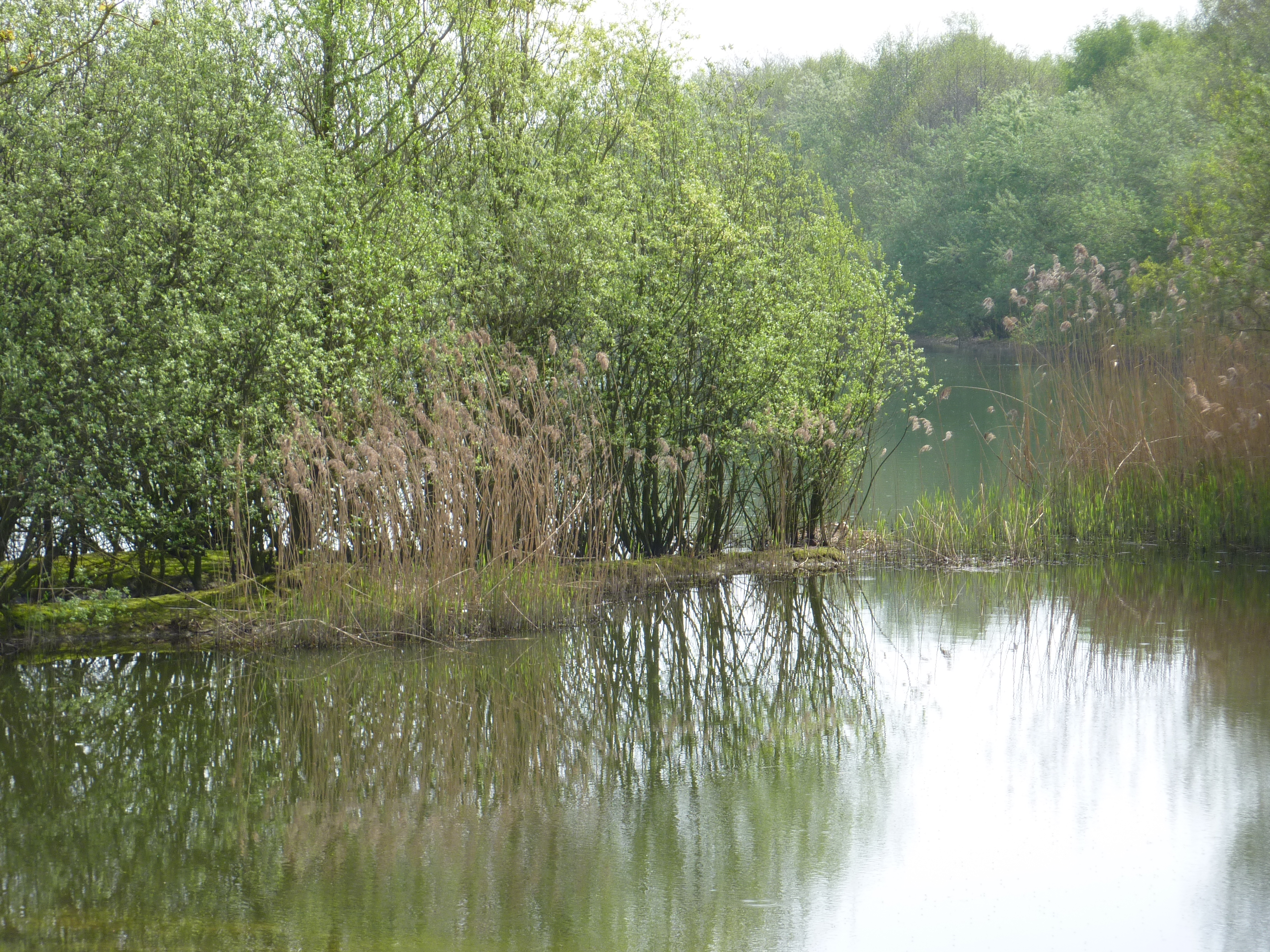
Linderveldplas vanuit westelijke richting

Stad: Deventer      Dorpen: Bathmen · Colmschate · Diepenveen · Lettele · Okkenbroek · Schalkhaar

Buurtschappen: Apenhuizen · De Bannink · Dortherhoek · Averlo en Frieswijk · Linde · Loo · Molenbelt · Oude Molen · Oxe · Pieriksmars · Rande · Snipperling · Tjoene · 
Zuidloo

Overijssel · Steden en dorpen      Nederland · Provincies · Gemeenten